# Schmitten (Fribourg)
Schmitten is een gemeente en plaats in het Zwitserse kanton Fribourg, en maakt deel uit van het district Sense. Schmitten telt 3.454 inwoners.

## Overleden
- Georges Python (1856-1927), advocaat, rechter, bestuurder, docent en politicus